# Canaaniți
Canaaniții erau locuitorii din trecut ai Canaanului, o regiune care corespundea aproximativ actualelor Israel / teritoriile palestiniene, inclusiv Cisiordania, vestul Iordaniei, sudul și coasta Siriei și Libanului continuând până la granița Turciei moderne. Se crede că poporul canaanit a fost cea mai veche civilizație din istoria omenirii.

## Istoric
Regiunea Levant era locuită de oameni care se refereau la pământ ca-na-na-um încă de la mijlocul mileniului al III-lea î.Hr. Cuvântul akkadian kinahhu se referea la lâna de culoare purpurie, vopsită din moluștele Murex de pe coastă, care era un export cheie al regiunii. Când grecii au făcut mai târziu comerț cu canaaniții, acest înțeles al cuvântului pare să fi predominat, deoarece ei i-au numit pe canaaniți Fenicienii sau „fenicienii”, care pot deriva din cuvântul grecesc phoenix care înseamnă purpuriu sau purpuriu, și au descris, de asemenea, pânza pentru care grecii făceau comerț. Romanii au transcris "phoenix" la „poenus”, numindu-i „punici⁠(<span title="poporul punic|punici la Wikidata">d)” pe urmașii coloniștilor canaaniți din Cartagina.
Astfel, în timp ce „fenicieni” și „canaaniți” se referă la aceeași cultură, arheologii și istoricii se referă în mod obișnuit la epoca bronzului, înainte de 1200 î.Hr. Levantinii ca și canaaniți și descendenții lor la epoca fierului,în special cei care trăiesc pe coastă, ca fenicienii. Mai recent, termenul „canaanit” a fost folosit pentru statele secundare din epoca fierului din interior care nu erau conduse de popoare arameene, un grup etnic separat și strâns înrudit, care includea regatele de filisteni și israeliți ale lui Israel și Iuda.